# Antônio Geremário Teles Dantas
Antônio Geremário Teles Dantas (Rio de Janeiro, 24 de setembro de 1889 - Petrópolis, 20 de fevereiro de 1935) foi um político, jornalista, advogado e escritor brasileiro.

## Carreira
Editou alguns livros sobre o café, além de escrever outros que tratavam de temas políticos. Faleceu no ano de 1935, vítima de leucemia.
Em sua homenagem, a antiga Estrada da Freguesia, na cidade do Rio de Janeiro, passou a se chamar Avenida Geremário Dantas. Sua residência ficava localizada na atual Rua Cândido Benício, onde hoje funciona um colégio de freiras, que guarda seu nome, o Instituto Geremário Dantas, outrora Externato Geremário Dantas, no bairro de Campinho.